# Hitorigami
Hitorigami (独神?   literalmente “kami espontáneo”) se refiere en el Shintō a las deidades que han surgido de manera espontánea, como entidades solitarias y que no tienen ninguna relación familiar. Este grupo se diferencia de los narabigami, que son deidades que han surgido como una pareja masculina y femenina.

## Ejemplos de hitorigami
- Kotoamatsukami (Dioses Creadores)
  - Ame-no-minaka-nushi-no-kami
  - Takami-musubi-no-kami
  - Kami-musubi-no-kami
  - Umashi-ashikabi-hikoji-no-kami
  - Ame-no-tokotachi-no-kami
- Kamiyonanayo (Siete Generaciones Divinas)
  - Kuni-no-tokotachi-no-kami (1ª generación)
  - Toyo-kumo-no-no-kami (2ª generación)